# Aemilia pagana
Aemilia pagana är en fjärilsart som beskrevs av William Schaus 1894. Aemilia pagana ingår i släktet Aemilia och familjen björnspinnare. Inga underarter finns listade i Catalogue of Life.